# Muzyka hiszpańska
Muzyka hiszpańska nie stanowi jednolitego stylu. Cechą charakterystyczną jest specyficzne zróżnicowanie regionalne, wynikające z przemieszania kulturowego Hiszpanii (m.in. kultura arabska, żydowska lub cygańska).
Przez wiele stuleci muzyka hiszpańska kształtowana była przez liczne, zmieniające się wpływy kulturowe. W epoce średniowiecza tzw. śpiew wizygocki (liturgiczny) przeobraził się w tzw. mozarabski, aby wreszcie przeważyły w nim elementy muzyki chrześcijańskiej. W XVI wieku nastąpił rozkwit religijnej polifonii wokalnej, a także muzyki organowej i lutniowej. W XVII wieku wykształciła się oryginalna forma opery tzw. zarzuela, która ewoluowała w następnych stuleciach w popularną hiszpańską tonadillę i sainete. Muzyka hiszpańska poddana była w owym czasie oddziaływaniu trendów neapolitańskich (działalność włoskiego śpiewaka, kastrata – Farinellego).
Dopiero w XIX wieku muzycy hiszpańscy podjęli próbę wyzwolenia się spod obcych wpływów i wskrzeszenia tradycyjnej, narodowej opery (F. Pedrell). W Madrycie założono Konserwatorium i od tego momentu hiszpańscy muzycy coraz rzadziej wyjeżdżali na studia do Francji, a coraz częściej wykształcenie zdobywali w kraju. Rozbudziło to zainteresowanie rodzimym folklorem i dawną muzyką hiszpańską. Odrodziła się zarzuela. Za twórcę hiszpańskiej szkoły narodowej uważany jest Isaac Albéniz (1860–1909). Kierunek ten reprezentował również Enrique Granados, a następnie Manuel de Falla.
Odrębność regionalna zaznacza się zwłaszcza w muzyce Katalonii, w której widoczne są wyraźne wpływy francuskie. Dla Galicji typowe są elementy muzyki autochtonicznej. W Kastylii charakterystyczne są takie formy, jak: villancico, romanza i pieśń religijna. W Andaluzji i Lewancie zaznaczyły się wpływy Orientu i muzyki cygańskiej.